# Liste der Nummer-eins-Hits in Irland (1971)
Diese Liste enthält alle Nummer-eins-Hits in Irland im Jahr 1971. Es gab in diesem Jahr 20 Nummer-eins-Singles.
| Singles |
| --- |
| - Dermot Henry – If Those Lips Could Only Speak - 5 Wochen (1. Januar – 29. Januar, insgesamt 5 Wochen; siehe 1970) - George Harrison – My Sweet Lord - 7 Wochen (30. Januar – 19. März) - Paul McCartney – Another Day - 1 Woche (20. März – 26. März) - Lynn Anderson – Rose Garden - 1 Woche (27. März – 2. April, insgesamt 3 Wochen) - T. Rex – Hot Love - 1 Woche (3. April – 9. April, insgesamt 2 Wochen) - Pat Lynch – When We Were Young - 1 Woche (10. April – 16. April, insgesamt 5 Wochen) - Lynn Anderson – Rose Garden - 2 Wochen (17. April – 30. April, insgesamt 3 Wochen) - T. Rex – Hot Love - 1 Woche (1. Mai – 7. Mai, insgesamt 2 Wochen) - Pat Lynch – When We Were Young - 4 Wochen (8. Mai – 4. Juni, insgesamt 5 Wochen) - Neil Diamond – I Am… I Said - 2 Wochen (5. Juni – 18. Juni) - Brendan Shine – O'Brien Has No Place To Go - 3 Wochen (19. Juni – 9. Juli) - Middle Of The Road – Chirpy Chirpy Cheep Cheep - 3 Wochen (10. Juli – 30. Juli) - Red Hurley – Sometimes - 2 Wochen (31. Juli – 11. August) - T. Rex – Get It On - 2 Wochen (12. August – 25. August) - The New Seekers – Never Ending Song Of Love - 3 Wochen (26. August – 15. September) - Diana Ross – I'm Still Waiting - 1 Woche (16. September – 22. September) - Dawn – What Are You Doing Sunday - 1 Woche (23. September – 29. September) - The Tams – Hey Girl, Don't Bother Me - 1 Woche (30. September – 6. Oktober) - Nancy & Lee – Did You Ever - 6 Wochen (7. Oktober – 17. November) - Red Hurley – Kiss Me Goodbye - 1 Woche (18. November – 24. November, insgesamt 5 Wochen) - Slade – Coz I Luv You - 1 Woche (25. November – 1. Dezember) - Red Hurley – Kiss Me Goodbye - 1 Woche (2. Dezember – 8. Dezember, insgesamt 5 Wochen) - Tina & Real McCoy – I Don't Know How to Love Him - 2 Wochen (9. Dezember – 22. Dezember) - Tony Drennan – Minuit, Chrétiens - 2 Wochen (23. Dezember – 31. Dezember) |

Siehe auch: Nummer-eins-Hits 1971 in  Australien, Belgien, Deutschland, Finnland, Frankreich, Italien, Japan, Kanada, Neuseeland, den Niederlanden, Norwegen, Österreich, der Schweiz, Spanien, den Vereinigten Staaten und im Vereinigten Königreich.